# Pere d'Aragó i d'Alburquerque
Pere d'Aragó i d'Alburquerque (1405 - Nàpols, 17 d'octubre de 1438) fou Infant d'Aragó i virrei de Sicília, duc de Noto, senyor de Terrassa, Vilagrassa, Elx i Crevillent.
Setè fill de Ferran d'Antequera i Elionor d'Alburquerque, al costat del seu germà Enric I d'Empúries, el seu pare el va destinar a participar en el control del govern de Castella. La seva joventut i la seva supeditació a la política empresa pels seus germans grans li va restar protagonisme. Entre 1424 i 1425 fou virrei de Sicília. Va participar en la Guerra dels Infants d'Aragó contra Joan II de Castella, participant de forma activa durant els anys 1426-1431 en les lluites a la zona oriental del regne. La seva captura en 1431, va comportar el lliurament de totes les fortaleses i possessions que hi posseïa la seva família a Castella a canvi del seu alliberament.
A l'inici de la Conquesta del Regne de Nàpols, i havent escapat de la derrota a la Batalla naval de Ponça en 1435, finalment prengué Gaeta el 25 de març de 1435, on Alfons el Magnànim hi feu entrada el 2 de febrer de 1436, i el mateix any, de Terracina. En el setge de Nàpols el 17 d'octubre del 1438 infant Pere morí, i l'estiu següent el Castell Nou, que els catalans havien conservat, s'hagué de rendir.